# Neverwinter Nights: Shadows of Undrentide
Neverwinter Nights: Shadows of Undrentide é um pacote de expansão do jogo Neverwinter Nights, desenvolvido pela Floodgate Entertainment e distribuído nos Estados Unidos em junho de 2003.
Começando uma nova aventura sem relação com a história da campanha original, a expansão traz novas magias, cinco classes de prestígio (característica não existente no jogo original) e três novos tilesets (mapas e objetos com um certo tema), além de dezesseis criaturas e novas interações com o henchmen. Entre elas, a possibilidade de discutir táticas de combate e de possuírem um inventório próprio, ao contrário da campanha original, na qual não era possível trocar os itens do companheiro.
Outras adições ao jogo são as conversas e ações que afetam mais o alinhamento, além de objetivos específicos para certas classes. A dificuldade foi aumentada consideravelmente, inclusive substituindo a Stone of Recall por um anel com uma função similar, mas que contém um número específico de vezes que pode ser utilizado.

## Enredo
Como um estudante promissor de Drogan, um mago anão que reside na colina de Hilltop, um vilarejo situado nos Silver Marches, o jogador precisa recuperar artefatos mágicos que foram roubados por kobolds a serviço de um dragão. No ataque maciço à vila, os kobolds acabam envenenando Drogan, que perde a consciência e fica aos cuidados de Ayala Windspear, uma elfa que apareceu depois do ataque e diz pertencer aos Harpers, uma facção secreta com o objetivo de preservar o mundo do mal. Ayala revela que Drogan fazia parte do poderoso grupo, e quando decidiu se aposentar aceitou a responsabilidade de guardar os artefatos em um lugar quieto, e que pensaram ser seguro o suficiente.
Conforme a trama continua, o personagem acaba percorrendo o famoso deserto de Anauroch com a ajuda de uma caravana mercante. Durante a noite o grupo acaba sendo atacado por Stingers, escorpiões gigantes e inteligentes que criam túneis gigantescos debaixo da areia. Durante a batalha o guia é capturado, e cabe ao jogador a tarefa de  resgatá-lo para continuar a jornada. Depois de solucionar outros desafios, o personagem chega ao Vale do Vento, um templo antigo que contém a resposta sobre o motivo pelo qual os artefatos foram roubados.

## Jogabilidade
Shadows of Undrentide expande no núcleo Neverwinter Nights adicionando conteúdo adicional. Há cinco classes de prestígio:  Arcane Archer,  Assassin, Blackguard, Harper Scout, e Shadowdancer. O Arcano Archer pode lançar feitiços e usar um arco com grande habilidade. O assassino também pode lançar feitiços e pode paralisar inimigos. O Blackguard é uma versão maligna de um  Paladin. O Harper Scout é semelhante a um  Ranger com resistência mágica extra. O Shadowdancer aprimorou as habilidades de sigilo. O pacote de expansão também inclui trinta novas missões, dezesseis novas criaturas e cinquenta novos feitiços.

## Recepção
"Shadows of Undrentide" recebeu críticas principalmente positivas.  GameSpot  referiu-se a ele como "não o RPG mais memorável com o nome do BioWare, mas tem muitos bons e novos conteúdos para satisfazer a maioria dos" fãs de Neverwinter Nights "e o elogiaram pela qualidade da sua campanha. De acordo com GameSpy, "se concentrou em alguns dos principais pontos fracos do jogo original, proporcionando uma experiência de jogador único muito melhor, ao mesmo tempo que adicionava todo um conjunto de novos brindes e ferramentas para as ferramentas de construção de aventura". Bob Low do '[Daily Record (Escócia) | Daily Record]]' 'disse que o pacote de expansão, apesar de adicionar novos recursos, faltava inovação. Chris Chan do '[New Strait Times]]' 'gostou do jogo, dizendo que os enigmas e os enigmas eram difíceis, mas não excessivamente, os gráficos eram ótimos e que havia apenas alguns problemas com o jogo, principalmente com estimulação da história e sua interface.
Os editores de Computer Gaming World nomearam Sombras de Undrentide para o prêmio de "Pacote de Expansão do Ano" de 2003, que finalmente foi para Battlefield 1942: Armas Secretas da Segunda Guerra Mundial.